# Kate Allenby
Pour les articles homonymes, voir Allenby.
Kate Allenby (née le 16 mars 1974) est une pentathlonienne moderne britannique qui participa à deux Jeux olympiques, remportant la médaille de bronze aux Jeux de 2000 et se classant 8e en 2004. Elle remporte aussi des médailles à quatre championnats du monde et, après sa retraite du sport, elle devient enseignante d'éducation physique à Bath, en Angleterre.

## Jeunesse
Elle est née à Tavistock dans le Devon, mais vit en Australie pendant son enfance. Son père a couru trois marathons de Londres et a joué au hockey sur gazon au niveau du comté.
Allenby rejoint le Pony Club et a commence à concourir en tetrathlon (en), qui présente toutes les mêmes épreuves que le pentathlon moderne à l'exception de l'escrime. Son envie originale pour s'impliquer dans l'athlétisme vient de la victoire de Sebastian Coe sur le 1 500 mètres masculin aux Jeux olympiques d'été de 1980, et elle se met à rêver de participer aux Jeux olympiques.

## Carrière
Elle est passée du tétrathlon au pentathlon moderne à l'âge de seize ans après que son père lui ait suggéré d'essayer l'escrime. Elle remporte la médaille de bronze aux Championnats du monde junior de 1994, gagnant une place de plus l'année suivante en remportant la médaille d'argent. Bien qu'elle ait initialement suivi une formation à temps partiel tout en travaillant comme consultante en conditionnement physique, elle reçoit un financement de la National Lottery en 1997 lui permettant de suivre une formation à temps plein.
La même année, elle remporte sa première grande victoire senior, avec une médaille d'or individuelle aux Championnats d'Europe à Moscou.
Alors qu'elle est classée numéro trois mondiale dans son sport en 1999, elle remporte la section sportive des Cosmopolitan Woman of the Year Awards.
Membre de l'équipe britannique aux Jeux olympiques d'été de 2000 à Sydney, Allenby remporte une médaille de bronze en pentathlon moderne derrière sa coéquipière Steph Cook qui remporte la médaille d'or. Elle décide de continuer à concourir afin de représenter à nouveau la Grande-Bretagne aux Jeux olympiques d'été de 2004.
Des blessures l'ont vue manquer la saison 2002, mais elle revient à la compétition à temps pour les Championnats du monde 2003 à Pesaro, en Italie, où elle remporte le bronze en individuel, ajoutant la médaille d'argent en individuel aux Championnats du monde de l'année suivante à Moscou.
Aux Jeux de 2004 à Athènes, elle termine huitième de la compétition de pentathlon moderne. Après avoir pris la deuxième place après la natation, un cheval inapte la fait chuter dans le classement en saut d'obstacles Après la dernière épreuve, le 3 000 mètres, elle félicite sa coéquipière Georgina Harland qui effectue un sacré retour pour décrocher la médaille de bronze.
Allenby met fin à sa carrière de pentathlonienne moderne en remportant son deuxième titre de finale de la Coupe du monde à Darmstadt, lors de sa dernière compétition. Après sa retraite, elle continue à faire de l'escrime, devenant championne britannique en 2005. Elle se retire complètement du sport professionnel avant les Jeux olympiques d'été de 2008. En 2009, elle est l'une des nombreuses athlètes à se rendre en Irak pour participer à une conférence dans la région autonome du Kurdistan dans l'espoir de relancer la politique sportive dans la région.
Lorsque Londres devient la ville hôte des Jeux olympiques d'été de 2012, Allenby est choisie pour être la directrice de la discipline d'escrime pour l'épreuve de pentathlon moderne aux Jeux. Elle fait également partie des relayeurs de la flamme olympique.

## Vie privée
Pendant ses années de compétition, elle étudie pour obtenir une maîtrise en philosophie à l'Université de Surrey. Après avoir pris sa retraite du sport d'élite, elle devient enseignante d'éducation physique à la Paragon Junior School de Bath. Elle fait également partie du circuit des conférenciers inspirants,.
Elle devient membre de l'Ordre de l'Empire britannique (MBE) pour services au sport dans la liste des distinctions honorifiques du nouvel an 2008. En 1997, elle est élue à la commission des athlètes de la British Olympic Association et devient la première présidente de la nouvelle British Athletes Commission en 2003.